# Battaglia di Genova (1461)
La battaglia di Genova fu uno scontro verificatosi il 17 luglio 1461 tra le milizie sforzesche sostenute dai genovesi e l'esercito francese al comando di Renato d'Angiò.

## Antefatti
Nel marzo del 1458 il doge Pietro Fregoso aveva consegnato Genova nelle mani dei francesi tramite la dedizione a Carlo VII di Francia, ottenendo in cambio feudi e una lauta pensione. 
I francesi però non si rivelarono dei buoni governatori e presto pentitosi della sua decisione, cercò di fomentare una rivolta anti-francese ottenendo l'appoggio militare del duca Francesco Sforza di Milano, che temeva l'espansionismo francese e dal re Ferdinando I di Napoli, che aveva interesse a frenare le mire di Giovanni d'Angiò sul Regno di Napoli.
Lo Sforza inviò diversi squadroni di cavalleria bloccando la città via terra mentre il re di Napoli dodici galee che effettuarono un blocco navale. La rivolta tuttavia non ottenne l'appoggio del popolo e fallì costringendo il Fregoso a rifugiarsi a Milano. 
Il 13 settembre, nuovamente appoggiato dai milanesi e dagli aragonesi, riuscì a penetrare in città con alcuni soldati alla guida di Tiberto Brandolini ma, pur combattendo eroicamente, venne sconfitto da Giovanni d'Angiò e ucciso insieme quasi tutti i suoi uomini.
A Giovanni d'Angiò succedette quale governatore della città Ludovico la Vallée che per coprire le spese militari degli angioini intenti a sottrarre agli aragonesi il Regno di Napoli, fu costretto ad aumentare i dazi sui viveri, ad imporre tasse straordinarie e a ricorrere a prestiti forzosi. Carlo VII aveva inoltre imposto ai genovesi di armare alcune galee da schierare contro gli inglesi quando Londra rappresentava una base importante per molti mercanti genovesi. Tutto questo creò malcontento nel popolo.
Il 9 marzo del 1461 ad un'adunanza del Consiglio un cittadino contestò apertamente il governatore poi, recatosi nel Borgo Santo Stefano, incitò il popolo ad armarsi. Il governatore inviò a questi alcuni cittadini, che cercarono di convincere la folla a deporre le armi con il solo risultato di infiammarla ancora di più. Quella notte insorse buona parte del popolo genovese costringendo Ludovico la Vallée a rifugiarsi nel Castelletto. Il giorno successivo Prospero Adorno e l'arcivescovo Paolo Fregoso entrarono a Genova, ciascuno da una porta diversa e seguiti da centinaia di contadini armati. Il popolo si divise tra l'Adorno e il Fregoso e i francesi ne approfittarono per fomentare queste divisioni per tornare in controllo della città. 
Quando gli Spinola appoggiarono i Fregoso, gli Adorno si accordarono con i francesi costringendo Paolo Fregoso a fuggire dalla città e rifugiarsi nei monti. Già il giorno successivo i Fregoso sparsero la voce che gli Adorno intendevano instaurare una monarchia in città a danno del popolo per cui i genovesi si armarono di nuovo a cacciarono dalla città Prospero Adorno, nominando un governo di otto capitani. Il 12 marzo Prospero Adorno e Paolo Fregoso, accortisi che i francesi cercavano di mantenere la discordia tra loro, strinsero un'insolita alleanza, tornarono in città senza incontrare resistenza e il primo fu nominato nuovo doge con il sostegno del Fregoso. I genovesi tuttavia non avevano né uomini né mezzi sufficienti per poter prendere il Castelletto pertanto chiesero aiuto a Francesco Sforza, duca di Milano, il quale inviò 1 000 fanti, alcune grosse bombarde e denaro a sufficienza per poter pagare i soldati per mesi. Insieme a questo esercito vi era anche Tommaso Darieto con il compito di sovrintendere all'assedio della fortezza e cercare di evitare le liti tra gli Adorno e i Fregoso. I genovesi nel frattempo eressero un muro attorno al Castelletto e alla chiesa di San Francesco per evitare che la guarnigione francese effettuasse scorrerie in città. Gli assediati rispondevano colpendo le case con le bombarde. Presto l'Adorno e il Fregoso tornarono a litigare e per porre temporaneamente fine alla discordia, Francesco Sforza chiamò il Fregoso a Milano. Carlo VII di Francia, essendo stato informato di quanto accaduto a Genova, inviò un esercito di 6 000 uomini via terra fiancheggiato da dieci galee al comando di Renato d'Angiò per sollevare l'assedio del Castelletto e riprendere il controllo della città. All'inizio di luglio la flotta attraccò a Savona dove si incontrò con i fuoriusciti genovesi poi si diresse a Genova. 
Francesco Sforza, informato dei movimenti dei francesi e del fatto che una parte dei nobili e del popolo genovese sposava la loro causa, per cercare di aumentare il consenso nei confronti dei rivoltosi inviò nuovamente a Genova Paolo Fregoso accompagnato da rinforzi al comando di Marco Pio e da Marco Corio, padre di Bernardino Corio. Prospero Adorno, venuto a conoscenza del ritorno del rivale, costrinse trenta cittadini a finanziargli due galee con cui poter fuggire qualora ve ne fosse la necessità.

## La battaglia
Tornato a Genova, Paolo Fregoso insieme a parte dei fanti milanesi occupò i monti attorno al Castelletto al fine di impedire all'esercito francese di congiungersi con la guarnigione. I francesi nel frattempo avevano oltrepassato Varazze e raggiunto Cornigliano, a soli cinque chilometri dalle mura della città. Prospero Adorno, Paolo Fregoso e Marco Pio andarono loro incontro con la cavalleria ma data la superiorità numerica del nemico rinunciarono allo scontro. La flotta francese sbarcò il 15 luglio a Sampierdarena ma i fuoriusciti genovesi per timore che la città fosse saccheggiata, convinsero Renato d'Angiò ad intavolare trattative sicuri che la città sarebbe scesa a patti. Durante le trattative si verificarono scaramucce tra i francesi e i genovesi. Due giorni dopo l'angioino troncò le trattative e, restando in nave, ordinò all'esercito di risalire le alture attorno all'Abbazia di San Benigno e scacciarvi il nemico. L'esercito francese marciò diviso in tre schiere: l'avanguardia era composta da fanteria leggera e balestrieri, quella centrale da schioppettieri e artiglieria leggera trasportata su carretti, infine una terza di fuoriusciti. Paolo Fregoso vedendo avvicinarsi il nemico ingaggiò battaglia con i balestrieri e agli sforzeschi. L'Adorno nel frattempo diresse le operazioni inviando altri mille uomini ad assediare la fortezza per evitare sortite, mille uomini a fronteggiare altrettanti francesi sulla riva e continuò ad assistere gli alleati sul monte con l'invio di viveri. Genovesi e sforzeschi dopo essere stati inizialmente respinti riuscirono a disperdere la fanteria leggera e i balestrieri francesi grazie alla posizione dominante, al sole che accecava il nemico e al calore che opprimeva i fanti in armatura poi seguirono violenti scontri con le armi da fuoco. Più a valle la cavalleria francese si scontrava con il resto degli sforzeschi senza che nessuno riuscisse a prevalere sull'altro. Dopo diverse ore di battaglia Carlo Cadamosto, Niccolò Albonese e Giorgio della Tarchetta sopraggiunsero con rinforzi sforzeschi attraverso la Val Polcevera e attaccarono alle spalle i francesi che furono costretti alla fuga verso la riva. Il popolo genovese, visti i francesi in ritirata, inseguì il nemico incalzandolo sino alle mura. Renato d'Angiò, sdegnato per la vergognosa ritirata dei suoi uomini, ordinò alla flotta di salpare senza di loro al punto che molti soldati, gettatisi in mare in armatura morirono annegati, coloro che restarono sulla riva furono uccisi o presi prigionieri.

## Conseguenze
La battaglia costò ai francesi 2 500-4 000 uomini tra morti e prigionieri. 
Poco dopo la vittoria, l'Adorno cercò di espellere Paolo Fregoso dalla città ma questi chiamò in aiuto il fratello Pandolfo che con l'appoggio di Bartolomeo Doria lo costrinse a fuggire. Il giorno successivo, 18 luglio, fu nominato doge Spinetta Fregoso. Venutolo a sapere, Lodovico Fregoso radunò un piccolo esercito di fanti e da Sarzana marciò su Genova dove si fece consegnare il Castelletto dal governatore francese, cacciò Spinetta e il 25 luglio venne nominato doge per la seconda volta. Renato d'Angiò si ritirò con la flotta a Savona lasciandovi Ludovico la Vallée.
Francesco Sforza inviò un legato al re di Francia per confermare l'alleanza in atto ma questi, sdegnato per l'assistenza data ai genovesi, la rifiutò promettendo che si sarebbe vendicato riprendendosi la città.
I francesi tuttavia otterranno nuovamente il controllo sulla città solo nel 1499 con la dedizione a Luigi XII in seguito alla caduta del Ducato di Milano.